# Tipula commiscibilis
Tipula commiscibilis är en tvåvingeart som beskrevs av Doane 1912. Tipula commiscibilis ingår i släktet Tipula och familjen storharkrankar. Inga underarter finns listade i Catalogue of Life.